# Qed-her

Raffigurazione di Qed-Her copiata da quella nella tomba di Nefertari

Qed-her è una dea guerriera minore egiziana.

## Aspetto
Appare come una donna che, come Tefnet e Sekhmet, ha la testa di leonessa ma, a differenza di queste ultime, ha in testa due serpenti e in entrambe le mani il coltello corto.

### Qed-Her e Sekhmet
Qed-Her era un aspetto di Sekhmet